# Kye Whyte
Kye Whyte (* 21. September 1999 in Peckham, London) ist ein britischer Radrennfahrer, der im BMX-Racing aktiv ist.

## Sportlicher Werdegang
Zum BMX-Rennsport kam Whyte im Alter von drei Jahren durch seine Brüder Daniel und Tre. Er wurde Mitglied im Peckham BMX Club, wo sein Vater Mitbegründer des Clubs ist. Später wurde er in das Great Britain Cycling Team aufgenommen.
Seinen ersten internationalen Erfolg erzielte Whyte bei den Europameisterschaften 2018, bei denen er die Silbermedaille gewann. In der Saison 2019 gewann er in Manchester das erste Weltcup-Rennen seiner Karriere, bei den UCI-BMX-Race-Weltmeisterschaften wurde er Fünfter.
Den bisher größten Erfolg seiner Karriere erzielte Whyte bei den Olympischen Sommerspielen 2020 in Tokio mit dem Gewinn der Silbermedaille hinter Niek Kimmann. In der Saison 2022 wurde er Europameister und Vizeweltmeister, im Weltcup stand er zweimal auf dem Podium und belegte den vierten Platz in der Gesamtwertung. Beim olympischen BMX-Rennen 2024, seiner zweiten Olympia-Teilnahme, stürzte Whyte in seinem zweiten Halbfinallauf schwer und wurde ins Krankenhaus transportiert.

## Persönliches
Sein älterer Bruder Tre Whyte ist ein ehemaliger BMX-Fahrer, der 2014 Dritter der Weltmeisterschaften und 2015 Britischer Meister wurde.

## Erfolge
2017
- Britischer Meister (Junioren) – Race

2018
- Britischer Meister – Race
- Europameisterschaften – Race

2019
- ein Erfolg UCI-BMX-Supercross-Weltcup

2021
- Olympische Spiele

2022
- Europameister – Race
- Weltmeisterschaften – Race

2023
- Britischer Meister – Race

2024
- ein Weltcup-Erfolg